# Здравець (Тирговиштська область)
Здра́вець (болг. Здравец) — село в Тирговиштській області Болгарії. Входить до складу общини Тирговиште.

## Населення
За даними перепису населення 2011 року у селі проживали 328 осіб.
Національний склад населення села:
| Національність   | Кількість осіб | Відсоток |
| ---------------- | -------------- | -------- |
| болгари          | 166            | 51,4%    |
| інша             | 149            | 46,1%    |
| Всього відповіли | 323            |          |

Розподіл населення за віком у 2011 році:
Динаміка населення: